# A bűnök elsöprésének összegyűjtött jegyzetei
A Hszi-jüan csi-lu (Xiyuan jilu), vagy magyarul: A bűnök elsöprésének összegyűjtött jegyzetei a világ ma ismert legrégebbi igazságügyi orvosszakértői kézikönyve 1247-ből, amelynek szerzője Szung Ce (Song Ci). Magyarul – Tokaji Zsolt fordításában – Egy kínai halottkém feljegyzései címen jelent meg 2013-ban.

## Leírása
Szung Ce (Song Ci) 1247-ben elkészült és kinyomtatott művéről a szakirodalom általánosan azt tartja, hogy a világ első, egyben legrégebbi igazságügyi orvosszakértői kézikönyve. A kínai írott források tanúsága szerint, azonban nem ez az első ilyen tematikájú mű. A mai ismeretek szerint a 6. században élt orvos, Hszü Cse-caj (Xu Zhicai) (徐之才; 492-572) volt az első, aki holttestek hivatalos vizsgálatával kapcsolatban összeállított egy művet, amely azonban elveszett, ma már részleteiben sem ismert. Így tehát Szung Ce (Song Ci) műve a világ első, máig fennmarad igazságügyi orvosszakértői kézikönyve. A kínai mű
majd négy évszázaddal előzte meg az európai reneszánsz első ilyen témában született könyveit, nevezetesen az itáliai Fortunato Fedele (1602) és Paolo Zacchia (1635) műveit.
A mű nem csupán a halottkémi teendőket ismerteti, hanem emellett részletes leírását adja a 13. századi, az emberöléssel kapcsolatos eljárások közigazgatási rendelkezéseinek, jogi hátterének és a vonatkozó törvényeknek. Ez az összetettség abból a hagyományos kínai gyakorlatból fakad, hogy a régi Kínában nem váltak élesen szét, a helyszínelői, a halottkémi, a nyomozati, sőt az ügyészségi és a bírósági feladatkörök sem. Az emberölés kivizsgálásért felelős hivatalnok, akik az esetek zömében az adott járások (hszien (xian) 縣) járásfőnökei voltak egy személyben látták el a halottkém, a nyomozó és bíró szerepét is.

## Kiadásai

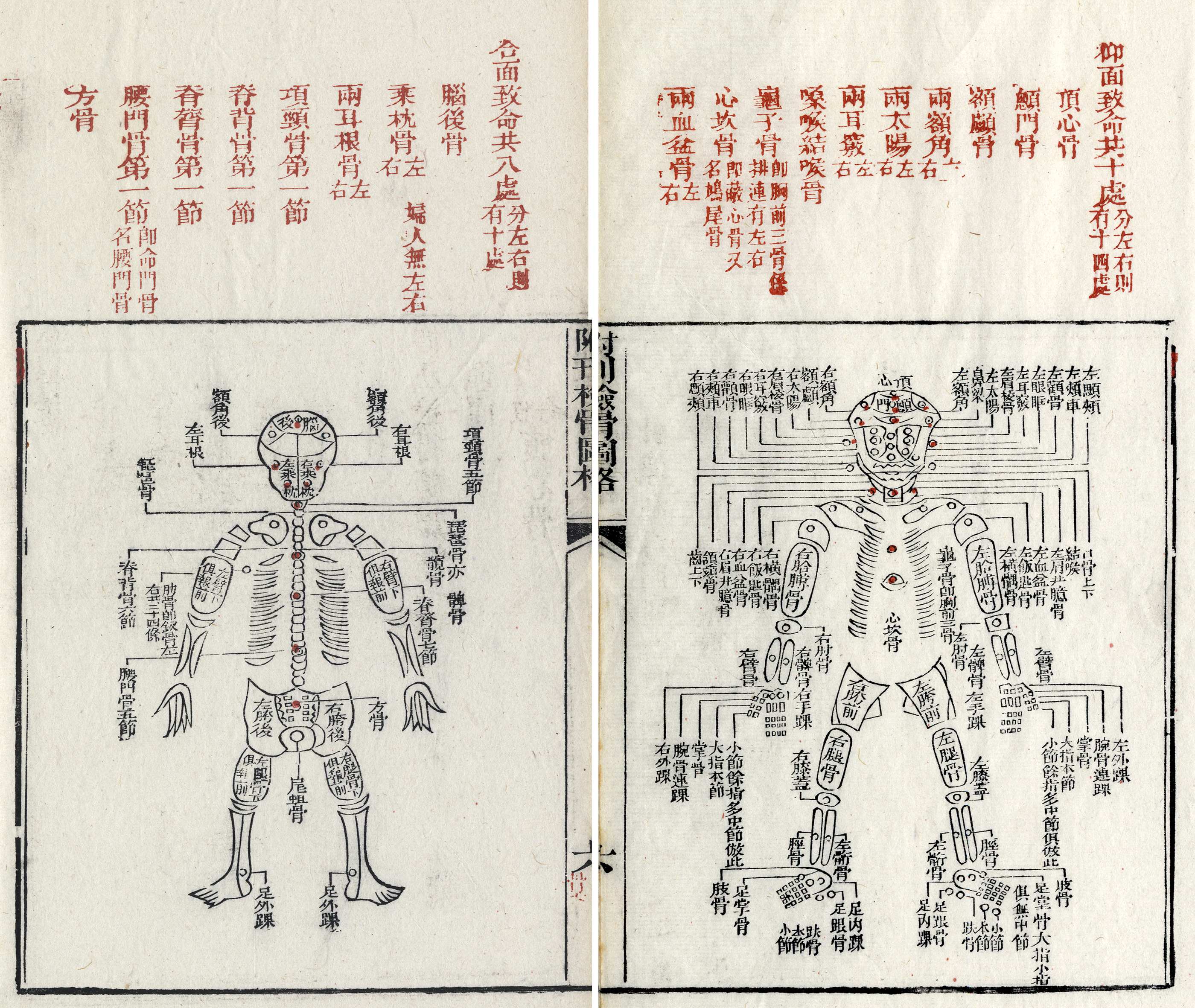
A mű 1843-as kiadásának illusztrációja

Szung Ce (Song Ci) a könyvéhez írt előszavának végén azt írja, hogy a könyv 1247 utolsó hónapjában került kiadásra, vésett fadúcokról nyomva. Arról azonban nincs információ, hogy ezekről a fadúcokról hány példány készülhetett. Sajnos ennek a Szung (Song)-kori kiadásnak mára egyetlen példánya sem ismert. Szung Ce (Song Ci) páratlan értékű művének legrégebbi változata egy Jüan (Yuan)-kori (1279-1368) reprint kiadás, amely megtalálható a Csing (Qing)-dinasztia idején (1644-1911) összeállított Taj-nien ko cung-su (Dainan ge congshu) (岱南閣叢書》) című, 20 teljes könyvet tartalmazó gyűjteményben, amely számos új kori és modern kiadása hozzáférhető.

## Hatása
Szung Ce (Song Ci) művének megjelenése után nem sokkal már is felbukkantak az igazságügyi orvosszakértői témában íródott hasonló művek, melyeket vitathatatlanul Szung Ce (Song Ci) könyve inspirált. Ezek közül érdemes megemlíteni Csao Ji-csaj (Zhao Yizhai) (趙逸齋) Ping-jüan lu (Pingyuan lu) (《平寃錄》), vagyis „Feljegyzések a bűnök eligazításáról”, valamint Vang Jü (Wang Yu) (王與; 1261-1346) kétfejezetes művét, a Vu-jüan lu (Wuyuan lu)t (《無寃錄》), a „Feljegyzések a bűnök megszüntetéséről” címűt, amelynek az előszavát 1308-ban írta.
 Ez utóbbi mű a kínai műveltségből táplálkozó, sőt kezdetben a kínai írást használó Korában, majd Japánban különös módon sokkal ismertebb és elterjedtebb volt, mint Szung Ce (Song Ci) műve. E három, az igazságügyi orvosszakértői témában született művet gyakorta összevonták, és a Csien-jen szan lu (Jianyan san lu) (《檢驗三錄》), vagyis a „Három feljegyzés a halottkémi vizsgálatról” címen jelentették meg vagy hivatkoztak rájuk. A három mű közül vitathatatlanul A bűnök elsöprésének összegyűjtött feljegyzéseinek volt a legnagyobb szerepe a középkori kínai, tudományos igényű és szakszerű törvényszéki patológia kialakulásában.
Szung Ce (Song Ci) művének egyik Csing (Qing)-kori kiadása meglepően korán ismertté vált Európában is. Egy kivonatolt francia fordítása már 1780-ban megjelent. Egy hosszabb változatot Ernest Martin készített el, amely 1884-ben az Exposé des principaux passages contenues dans le Si-Yuen Lu címen jelent meg Párizsban. Ezt követően 1910-ből, Charles Henry Litolff francia fordításában is ismert egy francia nyelvű változata, amely Hanoiban került kiadásra, de ez sem a teljes fordítása Szung Ce (Song Ci) könyvének. A mű legelső teljes fordítása holland nyelven készült el 1863-ban Genergtelijke Geneeskunde, uit Chinese vertaald címen és C. F. M. de Grijs sinológus nevéhez köthető. Heinrich Breitenstein ezt a holland fordítást ültette át német nyelvre 1908-ban. Az első angol nyelvű fordítást Herbert Giles készítette el, jelentette meg 1874-ben a China Review három kötetében. A Giles-féle fordítást újból kiadták 1924-ben a Proceeding of the Royal Society of Medicine 17. számában. Giles azonban egy, a Csing (Qing)-korban erősen átdolgozott kiadás alapján készítette el a fordítását, amely számos helyen eltéréseket mutat a legrégebbi ismert szövegváltozattól. A máig legteljesebb, filológiailag legpontosabb angol nyelvű fordítást Brian E. McKinght készítette el 1981-ben.

### Filmen
A könyv alapján 2005-ben egy 52 részes kínai filmsorozat is készült Ta Szung ti hszing kuan (Da Song ti xing guan) (《大宋提刑官》) címen.

## Nyugati nyelvű fordításai
- Notice du livre chinois Si-yuen. In: Mémoires concernant l'histoire, les sciences, les arts, les moeurs, les usages, &c. des Chinois par les missionnaires de Pe-Kin. Tome IV, 421-440, Paris, 1791. (Digitalisat (Google Books))
- W.A. Harland, M.D., Records of Washing away of Injuries. Hong Kong 1855.
- Geregtelyke geneeskunde, uit het chineesch vertaald door C. F. M. de Grijs. Verhandelingen van het Bataviaasch Genootschap van Kunsten en Wetenschappen ; d. 30, 3. stuk,1863. 118pp.
- Gerichtliche Medizin der Chinesen von Wang-in-Hoai - Nach der holländischen Übersetzung des Herrn C.F.M. de Grys herausgegeben von Dr. H. Breitenstein. Leipzig: Th. Grieben (L. Fernau), 1908. 174pp. (Digitalisat)
- Ernest Martin, Exposé des principaux passages contenus dans le Hsi Yuan Lu. Revue d’Extrême-Orient. 1882, 3: 333-380; dito 4: 596-625.
- Charles Henry Litolff, Médecine légale sino-vietnamienne - le livre de la réparation des torts. In: Revue Indochinoise, (1909) 6: 531-565 Archiválva 2015. szeptember 24-i dátummal a Wayback Machine-ben; 7: 676-703 Archiválva 2015. szeptember 24-i dátummal a Wayback Machine-ben; 8: 767-787 Archiválva 2015. szeptember 24-i dátummal a Wayback Machine-ben; 9: 881-905 Archiválva 2015. szeptember 24-i dátummal a Wayback Machine-ben; 10: 1017-32 Archiválva 2015. szeptember 24-i dátummal a Wayback Machine-ben; 11: 1107-1113 Archiválva 2015. szeptember 24-i dátummal a Wayback Machine-ben; 12: 1217-1224 Archiválva 2015. szeptember 24-i dátummal a Wayback Machine-ben. (1910) 1: 418-27 Archiválva 2015. szeptember 24-i dátummal a Wayback Machine-ben.
- H.A. Giles, The Hsi Yüan Lu, or Instructions to Coroners. Proceedings of the Royal Society of Medicine. 17:59-107, 1924.

## Magyarul
- Song Ci: Egy kínai halottkém feljegyzései. A világ első igazságügyi orvostani kézikönyve 1247-ből. A bűnök elsöprésének összegyűjtött jegyzetei; ford., előszó, jegyz. Tokaji Zsolt; Quattrocento, Bp., 2013 (Kínai kuriózumok)

## Külső hivatkozás
- A Ta Szung ti hszing kuan (Da Song ti xing guan) (《大宋提刑官》) című filmsorozat 1–52. epizód, kínaiul – YouTube